# Danh sách tập của Siêu trí tuệ Trung Quốc (mùa 2)
Dưới đây là danh sách các tập của chương trình Siêu trí tuệ (Trung Quốc) mùa 2 phát sóng năm 2015. Tất cả các giờ phát sóng trong bài này tính theo Giờ ở Trung Quốc (UTC +8).
Các tập của mùa này đều được phát sóng lúc 21:10.

## Vòng 1
| Chú giải | Thí sinh đạt từ 80 điểm trở lên và được tiến cấp | Thí sinh không hoàn thành thử thách | Thí sinh hoàn thành thử thách nhưng không được tiến cấp | Thí sinh đạt dưới 80 điểm trở xuống và phải chia tay với chương trình |

### Tập 1
Phát sóng: 02/1/2015
| STT | Tên thí sinh  | Thử thách                                  | Mô tả | Điểm dự đoán từ giám khảo | Điểm số từ giám khảo khoa học                                                      | Điểm chung cuộc                                                                    |
| --- | ------------- | ------------------------------------------ | --- | ------------------------- | ---------------------------------------------------------------------------------- | ---------------------------------------------------------------------------------- |
| 1   | Sử Tuấn Hằng  | Biện Cốt Chí Nhân                          | 30 người mẫu tiến hành chụp X quang, số liệu sau đó nhập vào máy in 3D. Sau 300 giờ, tỷ lệ Sọ 1:1 so với người mẫu ban đầu. Họ tên người mẫu và sọ được in đồng bộ. Sau khi in xong, trải qua quá trình đối chiếu, giám khảo tùy ý chọn ra 3 hộp sọ, tuyển thủ ghép với từng người mẫu, 2/3 lần chính xác, khiêu chiến thành công     | 9                         | 9                                                                                  | 81                                                                                 |
| 2   | Lã Thanh Long | Bạo Liệt Thanh Ba                          | Dùng tiếng thét làm vỡ ly thủy tinh, có 2 lần thực hiện, 1 lần làm vỡ ly tính khiêu chiến thành công | 7                         | 7                                                                                  | 49                                                                                 |
| 3   | Lưu Kiện      | Lắng nghe bách tính, không gian lưu chuyển | Trên sân khấu giám khảo và khách mời tùy ý chọn ra 100 Họ người Hoa. Người khiêu chiến sau khi nghe xong, trên sân khấu chỉ định từng đôi hàng cột đổi chỗ không được trùng lặp, tùy ý chọn 1 mục tiêu. Người khiêu chiến nói ra tọa độ cùng Họ người Hoa sau khi đổi chỗ, 3 lần khiêu chiến, 2 lần chính xác, khiêu chiến thành công | 12                        | 5                                                                                  | 60                                                                                 |
| 4   | Tân Triết     | Mặc Họa Cảng Loan                          | Trong thời gian hạn định vẽ bức tranh Cảng Victoria. Tuyển thủ ngồi trên máy bay trực thăng bay cao 1200 m để ghi nhớ toàn bộ những sự vật hiện tượng tại Cảng Victoria. Sau khi máy bay tiếp đất, tuyển thủ có 1 ngày để ghi nhớ, sau đó tiến hành cách ly trong 5 ngày để hoàn thiện bức tranh                                      | 13                        | Không vượt qua do tuyển thủ dùng 18 so với 5 ngày quy định để hoàn thiện bức tranh | Không vượt qua do tuyển thủ dùng 18 so với 5 ngày quy định để hoàn thiện bức tranh |

### Tập 2
Phát sóng: 09/01/2015. 
| STT | Tên thí sinh  | Thử thách         | Mô tả | Điểm dự đoán từ giám khảo | Điểm số từ giám khảo khoa học | Điểm chung cuộc |
| --- | ------------- | ----------------- | --- | ------------------------- | ----------------------------- | --------------- |
| 1   | Tào Toàn Toàn | Bộ Phong Tróc Ảnh | 100 bộ phim, cắt ra làm hàng trăm nghìn tấm ảnh từ đó chọn ra 500 tấm. 5 biên tập viên trong 24 giờ liên tục chế tác, trên sân khấu giám khảo tùy ý chọn 4 tấm ảnh, ngẫu nhiên đem chúng đan xen vào 8 bộ phim. Khách mời chọn bất kì vị trí nào trong 2 bộ phim. Người khiêu chiến tiến hành quan sát, nói lên chính xác 3/4 nội dung tấm ảnh được chèn vào và tên phim thì khiêu chiến thành công                                                                                       | 11                        |                               |                 |
| 2   | Lâm Kiến Đông | Quốc Gia Bảo Tàng | Tại quả địa cầu ảo trên sân khấu, giám khảo tùy ý chọn một địa điểm làm bảo tàng. Tọa độ địa lý này được mã hóa thành 1 chuỗi 5 chữ số và giấu trong ma trận chữ số. Ma trận sẽ tự động tạo 7 số nguyên tố, 7 số nguyên tố nối với nhau từng đôi một, trong đó chỉ có 2 đường giao nhau vuông góc. Giao điểm của 2 đường này chính là địa điểm tọa độ của bảo tàng | 13                        | 9                             | 117             |
| 3   | Bào Vân       | Phong Sào Mê Cung | 33 kỹ sư xây dựng 100 giờ liên tục để xây dựng nên mê cung tổ ong diện tích 932 mét vuông. Gồm 127 ô lục giác cạnh dài 1,35 m và cao 2,44 m với 420 cửa giống nhau, 420 khóa lắp bằng thép không gỉ, 840 tay nắm cửa và vô số tổ hợp đường đi. Khi bắt đầu, người khiêu chiến đứng ở trung tâm mê cung và tự xác định phương hướng khi bịt mắt. Để loại trừ yếu tố may mắn, thí sinh phải vào bốn cái bẫy và phải lấy được 4 thẻ bài có ký hiệu của chương trình để hoàn thành thử thách. | 15                        | 10                            | 150             |

### Tập 3
Phát sóng: 16/01/2015. 
| STT | Tên thí sinh | Thử thách                  | Mô tả | Điểm dự đoán từ giám khảo | Điểm số từ giám khảo khoa học | Điểm chung cuộc |
| --- | ------------ | -------------------------- | --- | ------------------------- | ----------------------------- | --------------- |
| 1   | Lý Tuấn Tuệ  | Phác Khắc Chi Vương        | Tuyển thủ sau khi ghi nhớ một bộ bài Tây đã được xáo trộn. Dùng 1 bộ bài khác xếp lại thứ tự chính xác như vậy. Nếu thời gian sắp xếp ít hơn thời gian kỷ lục thế giới của Vương Phong là 24,22 giây thì khiêu chiến thành công | 15                        |                               |                 |
| 2   | Trần Đại Kỳ  | Thất Giai Huyễn Lập Phương | 344 khối Lập phương, khách mời tùy ý chọn 1 điểm xuất phát vào bất kỳ ô trống nào ngoại trừ ô trung tâm. Người khiêu chiến sau khi xác nhận điểm ban đầu, tiếp tục điền những số tự nhiên còn lại từ 2 đến 343 vào những ô trống còn lại. Phân biệt dựa vào Hệ tọa độ Descartes, mỗi hàng ngang, dọc, chéo của mỗi tầng và đường chéo trên của khối lập phương đều có tổng bằng 1204 | 11                        | 3                             | 33              |
| 3   | Hồ Khánh Văn | Quảng Trường Mê Tung       | 648 người tình nguyện chia thành 8 nhóm, mặc 8 màu trang phục, 8 vũ đạo khác nhau và đứng thành 8 hướng. Mỗi một người đứng trên một con số từ 1 đến 81, căn cứ vào bài hát nghe được qua tai nghe, biểu diễn vũ đạo tương ứng. Sau khi người khiêu chiến ghi nhớ vũ đạo, ngẫu nhiên đảo lộn thứ tự, ngẫu nhiên chọn 1 bài hát. Tuyển thủ căn cứ vào vũ đạo, phán đoán đội hình vũ đạo tương ứng và chỉ ra tọa độ của họ, khôi phục trên bản đồ. Chỉ một lần khôi phục đúng toàn bộ khiêu chiến thành công | 13                        | 8                             | 104             |
| 4   | Hoàng Hoa Cơ | Nhắm mắt khôi phục Mã QR   | Tên 100 khán giả tại trường quay sau khi được bính âm Hán ngữ, căn cứ vào họ tên viết tắt tạo thành Mã QR. Khách mời tùy ý chọn 1 mã, tuyển thủ sau khi ghi nhớ Mã QR này, dùng 49 Lập phương Rubik nhắm mắt khôi phục lại Mã QR này. Mã QR này giống với Mã QR khách mời chọn, khiêu chiến thành công | 15                        | 6                             | 90              |

### Tập 4
Phát sóng: 23/01/2015. 
| STT | Tên thí sinh     | Thử thách                      | Mô tả | Mô tả | Điểm dự đoán từ giám khảo | Điểm số từ giám khảo khoa học | Điểm chung cuộc |
| --- | ---------------- | ------------------------------ | --- | --- | ------------------------- | ----------------------------- | --------------- |
| 1   | Hùng Viễn Phương | Đồng Nhân Trà Quán             | Nghệ thuật đồng nhân (người bôi sáp vàng như đồng) tái hiện 1 quán trà, 11 nhân vật, hơn 1000 chi tiết, sau khi người khiêu chiến quan sát mà không chạm vào, giám khảo tùy ý di động 6 chi tiết trong đó. Người khiêu chiến tìm chính xác 5/6 điểm, khiêu chiến thành công | Nghệ thuật đồng nhân (người bôi sáp vàng như đồng) tái hiện 1 quán trà, 11 nhân vật, hơn 1000 chi tiết, sau khi người khiêu chiến quan sát mà không chạm vào, giám khảo tùy ý di động 6 chi tiết trong đó. Người khiêu chiến tìm chính xác 5/6 điểm, khiêu chiến thành công                                                                                | 11                        |                               |                 |
| 2   | Chu Tử Hủy       | Cổ Thị Khúc Tuyến Đại Sưu Sách | Biểu đồ thể hiện sự tăng giảm của cổ phiếu trong 1 ngày. Chuyên gia chứng khoán ngẫu nhiên chọn 1000 trang trong quý 4/2014, 600 biểu đồ đầu tiên, trên san khấu giám khảo tùy ý chọn 4 biểu đồ. Người khiêu chiến xem biểu đồ, nói ra số hiệu tương ứng của giá cổ phiếu, tên cổ phiếu và ngày tháng cụ thể. Chính xác 3/4 biểu đồ khiêu chiến thành công | Biểu đồ thể hiện sự tăng giảm của cổ phiếu trong 1 ngày. Chuyên gia chứng khoán ngẫu nhiên chọn 1000 trang trong quý 4/2014, 600 biểu đồ đầu tiên, trên san khấu giám khảo tùy ý chọn 4 biểu đồ. Người khiêu chiến xem biểu đồ, nói ra số hiệu tương ứng của giá cổ phiếu, tên cổ phiếu và ngày tháng cụ thể. Chính xác 3/4 biểu đồ khiêu chiến thành công | 10                        | 5                             | 50              |
| 3   | Trương Ân Minh   | Cực Hạn Tốc Toán Đại Chiến     | Giám khảo không cho điểm mà các thí sinh đấu loại với nhau Vòng 1: Nghe đọc số rồi tính Vòng 2: Tính nhẩm siêu tốc 4 chữ số Ba tuyển thủ lần lượt chọn ra hệ số độ khó, tuyển thủ sau khi nghe hay nhìn xong, lập tức viết ra đáp án, chính xác được điểm tương ứng, sai không tính điểm. Mỗi vòng có 2 cơ hội, lấy thành tích tốt nhất. Sau 2 vòng thi, ai cao điểm nhất sẽ giành chiến thắng Theo quy tắc thì chỉ có 1 người tiến cấp. Tuy nhiên, giáo sư Ngụy cho phép 2 người cao điểm hơn tiến cấp. | | Vòng 1                    | Vòng 2                        | Tổng            |
| 3   | Trương Ân Minh   | Cực Hạn Tốc Toán Đại Chiến     | Giám khảo không cho điểm mà các thí sinh đấu loại với nhau Vòng 1: Nghe đọc số rồi tính Vòng 2: Tính nhẩm siêu tốc 4 chữ số Ba tuyển thủ lần lượt chọn ra hệ số độ khó, tuyển thủ sau khi nghe hay nhìn xong, lập tức viết ra đáp án, chính xác được điểm tương ứng, sai không tính điểm. Mỗi vòng có 2 cơ hội, lấy thành tích tốt nhất. Sau 2 vòng thi, ai cao điểm nhất sẽ giành chiến thắng Theo quy tắc thì chỉ có 1 người tiến cấp. Tuy nhiên, giáo sư Ngụy cho phép 2 người cao điểm hơn tiến cấp. | Trương Ân Minh | 0                         | 20                            | 20              |
| 3   | Hạng Thiên Hựu   | Cực Hạn Tốc Toán Đại Chiến     | Giám khảo không cho điểm mà các thí sinh đấu loại với nhau Vòng 1: Nghe đọc số rồi tính Vòng 2: Tính nhẩm siêu tốc 4 chữ số Ba tuyển thủ lần lượt chọn ra hệ số độ khó, tuyển thủ sau khi nghe hay nhìn xong, lập tức viết ra đáp án, chính xác được điểm tương ứng, sai không tính điểm. Mỗi vòng có 2 cơ hội, lấy thành tích tốt nhất. Sau 2 vòng thi, ai cao điểm nhất sẽ giành chiến thắng Theo quy tắc thì chỉ có 1 người tiến cấp. Tuy nhiên, giáo sư Ngụy cho phép 2 người cao điểm hơn tiến cấp. | Hạng Thiên Hựu | 50                        | 50                            | 100             |
| 3   | Ngô Nhân Tuấn    | Cực Hạn Tốc Toán Đại Chiến     | Giám khảo không cho điểm mà các thí sinh đấu loại với nhau Vòng 1: Nghe đọc số rồi tính Vòng 2: Tính nhẩm siêu tốc 4 chữ số Ba tuyển thủ lần lượt chọn ra hệ số độ khó, tuyển thủ sau khi nghe hay nhìn xong, lập tức viết ra đáp án, chính xác được điểm tương ứng, sai không tính điểm. Mỗi vòng có 2 cơ hội, lấy thành tích tốt nhất. Sau 2 vòng thi, ai cao điểm nhất sẽ giành chiến thắng Theo quy tắc thì chỉ có 1 người tiến cấp. Tuy nhiên, giáo sư Ngụy cho phép 2 người cao điểm hơn tiến cấp. | Ngô Nhân Tuấn | 50                        | 50                            | 100             |

### Tập 5
Phát sóng: 30/01/2015. 
| STT | Tên thí sinh   | Thử thách               | Mô tả | Điểm dự đoán từ giám khảo | Điểm số từ giám khảo khoa học | Điểm chung cuộc |
| --- | -------------- | ----------------------- | --- | ------------------------- | ----------------------------- | --------------- |
| 1   | Tôn Hồng Diệp  | Ma Phương Công Xưởng    | 100 khối rubik các loại, mỗi loại tương ứng với số điểm khác nhau, tổng cộng lại là 100 điểm. Sau khi được các giám khảo xáo trộn, mỗi 10 giây băng chuyền đẩy ra 1 khối. Tuyển thủ trong khu vực chỉ định lấy 1 khối rubik khôi phục lại rubik ban đầu. Tổng các rubik khôi phục phải đủ 80 điểm trở lên thì khiêu chiến thành công                                                                                              | 12                        | 7                             | 84              |
| 2   | Lý Uy          | Biện Biến Liễm          | 14 nghệ sỹ biểu diễn Xuyên kịch (nghệ thuật Biến diện - Kịch đổi mặt nạ độc đáo ở Tứ Xuyên) biến hóa 120 khuôn mặt tên sân khấu và cuối cùng lộ diện gương mặt thật. Người khiêu chiến quan sát toàn bộ, khách mời tùy ý chọn 1 diễn viên, người khiêu chiến trên giá để mặt nạ trong 300 mặt nạ (trong đó có 180 mặt nạ gây nhiễu) tìm ra toàn bộ mặt nạ của diễn viên này. Chỉ một cơ hội tìm chính xác, khiêu chiến thành công | 14                        | 8                             | 112             |
| 3   | Trần Tuấn Sinh | Quá nhanh quá nguy hiểm | 10 chiếc xe đua, mỗi chiếc trước sau trái phải có bố trí quốc kỳ, chữ viết Tiếng Trung Quốc hoặc Tiếng Anh, dãy chữ số tổng cộng là 3 đặc điểm ngẫu nhiên. 10 tay đua chuyên nghiệp thi đấu chạy 10 vòng siêu tốc, người khiêu chiến lái xe khiêu chiến cần đạt hạng 3 trở lên và lợi dụng lúc truy đuổi vượt qua để quan sát ghi nhớ 30 đặc điểm. Chỉ 1 lần cơ hội, ghi nhớ đúng 27/30 đặc điểm, khiêu chiến thành công          | 12                        |                               |                 |

### Tập 6
Phát sóng: 06/02/2015. 
| STT | Tên thí sinh    | Thử thách          | Mô tả | Điểm dự đoán từ giám khảo | Điểm số từ giám khảo khoa học | Điểm chung cuộc |
| --- | --------------- | ------------------ | --- | ------------------------- | --- | --- |
| 1   | Sara He         | Bố mẹ đi đâu rồi?  | 30 gia đình gồm bố, mẹ và 1 em bé. Bố mẹ được sắp xếp ngẫu nhiên trên sân khấu. Giám khảo tùy ý chọn 1 em bé, tuyển thủ sau khi quan sát tìm ra chính xác bố mẹ. Chỉ 1 lần duy nhất thì khiêu chiến thành công | 13                        | 8 | 104 |
| 2   | Vương Dục Hoành | Vi Quan Biện Thủy  | 520 ly nước được lấy từ cùng một nguồn nước, cùng một lô hàng sản xuất trong cùng một đợt, đồng chất đồng dạng và đều chứa đúng 450 ml nước. Giám khảo chọn 1 trong 520 ly nước này và giao cho tuyển thủ quan sát (không chạm vào ly). Sau đó đặt lại ly nước về chỗ cũ, tuyển thủ tìm ra được ly nước, khiêu chiến thành công | 13                        | 9 | 117 |
| 3   | Tôn Diệc Đình   | Cao Không Trụy Vật | 3 quả bong bóng bay đầy nước nặng bằng nhau được thả từ độ cao trong khoảng từ 0 đến 78 m. Vòng 1: Thả 1 quả bóng từ độ cao bất kỳ, tuyển thủ chỉ bằng âm thanh quả bóng bay tiếp đất phán đoán ra cao độ ban đầu thả quả bóng xuống đất Vòng 2: Thả 2 quả bóng từ độ cao bất kỳ có chênh lệch nhau, tuyển thủ chỉ bằng âm thanh quả bóng bay tiếp đất phán đoán ra cao độ ban đầu thả quả bóng xuống đất Đáp án của tuyển thủ chính xác khi sai lệch không quá 1 m, khiêu chiến thành công | 13                        | 9 | 117 |
| 4   | Ngô Quang Nhân  | Số Pi              | Giám khảo tùy ý chọn một phạm vi trong khoảng 5000 số sau dấu phẩy của số Pi. Tuyển thủ đọc toàn bộ chính xác, khiêu chiến thành công | 10                        | Lần đầu không hoàn thành thử thách. Đến lần thi thứ 2 mới thành công nhưng vẫn được đặc cách bước lên bậc tiến cấp. Lý do là ban giám khảo muốn khích lệ, động viên người cao tuổi có ý chí vượt lên bệnh tật, tuyển thủ tập ghi nhớ nhiều để chống lại Bệnh Alzheimer | Lần đầu không hoàn thành thử thách. Đến lần thi thứ 2 mới thành công nhưng vẫn được đặc cách bước lên bậc tiến cấp. Lý do là ban giám khảo muốn khích lệ, động viên người cao tuổi có ý chí vượt lên bệnh tật, tuyển thủ tập ghi nhớ nhiều để chống lại Bệnh Alzheimer |

## Vòng 2
| Chú giải | Thí sinh xuất hiện từ vòng 1 | Thí sinh xuất hiện từ vòng 1 và khiêu chiến thành công | Thí sinh khiêu chiến thất bại | Thí sinh khiêu chiến thành công |

### Tập 7
Phát sóng: 13/02/2015
| STT | Tên thí sinh | Tên thí sinh | Tên thử thách         | Mô tả | Điểm dự đoán từ giám khảo | Điểm số từ giám khảo khoa học | Điểm chung cuộc | Diễn biến và kết quả                                                                                             |
| --- | ------------ | ------------ | --------------------- | --- | ------------------------- | ----------------------------- | --------------- | --- |
| 1   | Lý Lâm Bái   | Hồ Khánh Văn | Thần Thú Đích Cước Ấn | 28 con lạc đà không bướu cứ ba con chia thành 1 nhóm lần lượt giẫm chân thành 10 bức tranh dấu chân. Hai tuyển thủ đồng thời quan sát, tướng mạo và tên của lạc đà và bức tranh dấu chân. Sau đó, khách mời tùy ý chọn 1 bức tranh, tuyển thủ từ bức tranh tìm ra tên và vị trí tương ứng của lạc đà. Ưu tiên độ chính xác, nếu chính xác như nhau người dùng ít thời gian hơn sẽ thắng                                      | 13                        | 8                             | 104             | Lý Lâm Bái thắng 2-1                                                                                             |
| 2   | Lý Lộ        | Lý Lộ        | Thiết Thính Phong Vân | 30 người mẫu mỗi người một chiếc cặp chứ một dãy số. Giám khảo tùy ý thiết lập cho mỗi người 1 mật mã 8 chữ số. Mỗi người mẫu thực hiện cuộc gọi theo thứ tự bằng số mật mã 8 chữ số vừa được thiết lập sau đó nói câu khẩu hiệu. Sau khi người khiêu chiến nghe xong, khách mời tùy ý chọn 5 nhân viên. Tuyển thủ căn cứ vào giọng nói câu khẩu hiệu của họ viết ra 5 mật mã tương ứng, đúng 3/5 lần khiêu chiến thành công | 12                        | 8                             | 96              | Tuy người khiêu chiến không khiêu chiến một ai cụ thể, nhưng căn cứ trên số điểm, giáo sư Ngụy loại Hoàng Hoa Cơ |
| 3   | Lư Phi Phi   | Sử Tuấn Hằng | Toái Phiến Thức Hoạ   | 53 tranh sơn dầu, 7376 mảnh vỡ. Hai tuyển thủ có thời gian 2 tiếng để quan sát. Trong 10 bức tranh, giám khảo mỗi bức chọn ra 1 mảnh vỡ. Hai tuyển thủ đồng thời quan sát 10 mảnh vỡ và viết ra tên của bức tranh. Ưu tiên độ chính xác, nếu chính xác như nhau người dùng ít thời gian hơn sẽ thắng | 12                        | 8                             | 96              | Lư Phi Phi thắng 9-7                                                                                             |

### Tập 8
Phát sóng: 27/02/2015.
| STT | Tên thí sinh   | Tên thí sinh | Tên thử thách             | Mô tả | Điểm dự đoán từ giám khảo | Điểm số từ giám khảo khoa học | Điểm chung cuộc | Diễn biến và kết quả                                                                                           |
| --- | -------------- | ------------ | ------------------------- | --- | ------------------------- | ----------------------------- | --------------- | --- |
| 1   | Lưu Kiện       | Lưu Kiện     | Dịch chuyển không gian 3D | Giám khảo tùy ý chọn ra 150 Họ người Hoa. Sau đó điền vào 6 mặt của Rubik giáo sư. Sau khi người khiêu chiến nghe xong. Giám khảo tùy ý xoay rubk 6 lần, mổi lần góc độ xoay chuyển là 90 độ. Sau khi xoay xong, tùy ý chọn tọa độ, người khiêu chiến nói ra tọa độ và màu sắc tương ứng, 2/3 lần đáp đúng khiêu chiến thành công | 14                        | 9                             | 126             | Tuy người khiêu chiến không khiêu chiến một ai cụ thể, nhưng căn cứ trên số điểm, giáo sư Ngụy loại Lý Lâm Bái |
| 2   | Trịnh Ái Cường | Lý Uy        | Toái Nhan Tu Phục         | Khuôn mặt của 30 người mẫu, từng đôi hợp thành 435 khuôn mặt mới. Mỗi khuôn mặt mới chia thành 3 phần là mắt, mũi, miệng. tổng cộng có 1305 bức ảnh dán trên bức tường có 3 màu phân biệt là lam, đỏ, xám. Cứ 2 phút bức tường lại xoay đổi màu 1 lần. Giám khảo tùy ý chọn 2 khuôn mặt của người mẫu ban đầu, 2 tuyển thủ đồng thời quan sát xong, tìm đúng 3 bộ phận hợp thành. Ưu tiên độ chính xác, nếu độ chính xác như nhau thì ai dùng ít thời gian hơn sẽ chiến thắng | 15                        | 8                             | 120             | Lý Uy thắng 3-2                                                                                                |
| 3   | Vương Phong    | Vương Phong  | Nhượng Nễ Thành Đại Bài   | 2 bộ bài Mạt chược, không tính bài "hoa" tổng cộng có 272 cây. Trên sân khấu xáo trộn lẫn lộn, người chia bài chia 4 quân thành 1 nhóm, mỗi nhóm cho người khiêu chiến quan sát trong 8 giây. Sau khi quan sát toàn bộ, người khiêu chiến tiến hành trả lời 3 đề Đề 1: Khách mời tùy ý chọn 1 cây bài hoàn chỉnh, người khiêu chiến nhìn 14 quân bài này, tìm ra những cây bài tương tự trong 2 bộ Mạt chược Đề 2: Khách mời lựa 13 quân, trong trạng thái chờ ù. Người khiêu chiến cần từ trong 2 bộ Mạt chược tìm ra toàn bộ 8 quân bài cần thiết để ù ván Đề 3: Khách mời tùy ý chọn khoảng bất kỳ từ 1 đến 272, người khiêu chiến đọc chính xác toàn bộ tên những quân bài trong khoảng đó Đúng 2/3 đề thì khiêu chiến thành công | 15                        | 9                             | 135             | Vương Phong thắng đề 1 và đề 3                                                                                 |

## Vòng 3
| Chú giải | Thắng | Hòa |

### Tập 9
Phát sóng: 06/03/2015.
| Trận đấu | Trung Quốc    | Đức                  | Thử thách           | Mô tả | Diễn biến và kết quả |
| -------- | ------------- | -------------------- | ------------------- | --- | --- |
| 1        | Vương Phong   | Simon Reinhard       | Phác Khắc Chi Vương | Giám khảo quốc tế ngẫu nhiên xáo trộn 1 Bộ bài Tây. Hai tuyển thủ đồng thời ghi nhớ, ghi nhớ xong ấn đồng hồ tính giờ. Sau đó, trong thời gian 5 phút khôi phục bộ bài. Người có tỷ lệ chính xác cao hơn sẽ thắng. Nếu độ chính xác như nhau thì ai dùng ít thời gian hơn sẽ chiến thắng | Vương Phong ghi nhớ bài trong 19,80 giây và khôi phục chính xác toàn bộ, Simon ghi nhớ trong 21,69 giây và khôi phục sai 9 lá bài. |
| 2        | Lý Lộ         | Christiane Stenger   | Tiễn Ảnh Tầm Tung   | 100 vị khán giả trong và ngoài nước sau khi viết tên viết tắt. Tổ đạo cụ 1 ngày trước khi thi đấu tiến hành chụp ảnh chính diện, ảnh mặt nghiêng và bóng hình mặt nghiêng của họ. Hai vị tuyển thủ đồng thời được quan sát và ghi nhớ dung mạo chính diện những khán giả này và họ tên viết tắt Khách mời tùy ý chọn ra 3 tấm bóng hình khuôn mặt chụp nghiêng, đã bị che phần trán rồi tìm ra chính xác 3 khán giả, viết ra số thứ tự ghế ngồi và tên viết tắt của họ. Người có độ chính xác cao hơn sẽ thắng. Nếu độ chính xác như nhau thì ai dùng ít thời gian hơn sẽ chiến thắng                                      | Lý Lộ thắng 3-2 |
| 3        | Tôn Diệc Đình | Laetitia Hahn        | Vạn Vật Chi Thanh   | Chọn 3 đồ vật bất kỳ giữa 100 đồ vật, đồng thời phát ra âm thanh. Hai tuyển thủ đồng thời bị bịt mắt phân biệt ra âm tương ứng với phím đàn dương cầm trong hỗn hợp âm thanh đó. Chuyên gia 2 nước quan sát nhạc phổ cho ra đáp án chính xác. Đối chiếu với đáp án, sau khi thương nghị sẽ quyết định kết quả sau cùng | Tôn Diệc Đình đáp đúng 3 nốt nhạc, Laetitia chỉ đáp đúng 1 nốt nhạc                                                                |
| 4        | Vương Phong   | Boris Nikolai Konrad | Điểm Số Miểu Sát    | 100 chiếc cốc, mỗi cốc có 4 viên xúc xắc. Hai tuyển thủ đồng thời ghi nhớ tổ hợp 4 xúc xắc trong 100 chiếc cốc đã được người chia bài lắc ngẫu nhiên tạo thành 1 cột (4 viên xúc xắc chồng lên nhau - nhất trụ kình thiên). Mỗi cốc được quan sát 4,5 giây, sau đó mỗi người có 2 lần được xem lại 2 chiếc cốc tùy ý. Khách mời tùy ý chọn 10 cốc, thí sinh nói chính xác số của mỗi viên xúc xắc theo thứ tự từ trên xuống của 5 cốc. Mỗi tuyển thủ trả lời luân phiên mỗi cốc. Ai có tỷ lệ chính xác cao hơn sẽ thắng. Nếu hòa sẽ do giám khảo quốc tế quyết định (Hai tuyển thủ tái đấu cùng nội dung ở Mùa 1 năm 2014) | Vương Phong thắng 5-4 |

Người chiến thắng cuối cùng:  Trung Quốc thắng với tỷ số 4-0.

### Tập 10
Phát sóng: 13/03/2015.
| Tr | Trung Quốc                   | Nhật Bản                     | Tên thử thách               | Mô tả | Diễn biến và kết quả                                                                             |
| -- | ---------------------------- | ---------------------------- | --------------------------- | --- | ------------------------------------------------------------------------------------------------ |
| 5  | Tôn Hồng Diệp                | Mitsuki Gunji                | Ma Phương Đại Chiến         | Dưới sự thẩm định của giám khảo quốc tế, các đại biểu của hiệp hội Rubik thế giới. Hai tuyển thủ sẽ đồng thời thi đấu khôi phục 100 khối rubik đã được xáo trộn như nhau. Ai dùng ít thời gian hơn sẽ thắng | Mitsuki dùng 32 phút 41,63 giây. Tôn Hồng Diệp dùng 34 phút 8,34 giây. Mitsuki thắng.            |
| 6  | Vương Dục Hoành              | Haraguchi Akira              | Phiến Diện Chi Mê           | 200 cánh quạt với họa tiết tương tự nhau, mỗi cây được vẽ tương ứng với một cây khác. Hai tuyển thủ trong vòng hai giờ phải ghi nhớ đặc điểm các cây quạt. Khách mời tùy ý chọn ra 3 cây quạt bất kỳ. hai tuyển thủ quan sát thông tin trên nếp quạt, chọn ra cây quạt có hình vẽ tương ứng. Người có độ chính xác cao hơn sẽ thắng. Nếu độ chính xác như nhau thì ai dùng ít thời gian hơn sẽ chiến thắng | Vương Dục Hoành thắng 3-1                                                                        |
| 7  | Hạng Thiên Hựu Ngô Nhân Tuấn | Sasano Takeo Tsujikubo Rinne | Thiết Não Tam Hạng (2 điểm) | Hai đội Trung Quốc và Nhật Bản thi đấu theo thể thừc đồng đội, thách đấu chia hai gồm 3 vòng thi đấu: Vòng 1: Tính nhẩm siêu tốc dãy 20 con số Vòng 2: Tính nhẩm siêu tốc hai não (cùng nhìn 10 chữ số thuộc hai dãy số thuộc hai dãy số của hai phép tính khác nhau hiển thị trên màn hình) Vòng 3: Tính nhẩm phép nhân hoặc chia nhiều chữ số Hai vòng đầu các tuyển thủ lần lượt chọn độ khó của đề thi (biểu hiện bằng số sao), trả lời chính xác được số sao tương ứng, sai không được sao. Vòng 3 tuyển thủ hai nước giành quyền trả lời, trả lời đúng được thêm sao, sai bị trừ số sao tương ứng. Không tranh được không có điểm. Sau 3 vòng, nước nào đạt nhiều sao hơn sẽ chiến thắng | Vòng 1 và vòng 2, tổng điểm của Trung Quốc và Nhật Bản là 11-15 Sau vòng 3, Nhật Bản thắng 23-13 |

Người chiến thắng cuối cùng:  Nhật Bản chiến thắng với tỷ số 3-1.

### Tập 11
Phát sóng: 20/03/2015. 
| Trận đấu | Trung Quốc    | Vương quốc Anh  | Thử thách            | Mô tả | Diễn biến và kết quả                            |
| -------- | ------------- | --------------- | -------------------- | --- | ----------------------------------------------- |
| 8        | Lâm Kiến Đông | Robert Fountain | Mật mã biến mất      | Mật mã 5 chữ số dành cho két sắt được tạo ra trên trường quay. Giám khảo khách mời sẽ giấu vào trong ma trận số với vị trí tùy ý. Máy tính sẽ tự động tạo ra ma trận khác bằng 7 Số nguyên tố để giấu mật mã này. Các số nguyên tố được nối với nhau bởi các đường thẳng, trong đó chỉ có 2 đường vuông góc với nhau. Điểm giao nhau của 2 đường này là mật mã người chơi phải tìm. Hai tuyển thủ có 3 lần cơ hội để mở két sắt. Ai mở được trước sẽ chiến thắng                                                                                  | Robert mở két thành công sau 8 phút 35,02 giây. |
| 9        | Lý Uy         | Katie Kermode   | Thế giới đại từ điển | 8 ngôn ngữ gồm tiếng Ả rập, tiếng Ba Tư, tiếng Myanmar, tiếng Campuchia, tiếng Nepal, tiếng Thái, tiếng Sinhala, tiếng Tamil tổng cộng hơn 1000 từ. Khách mời tùy ý lựa chọn 1 từ thuộc 3 ngôn ngữ ở trên. Thí sinh phải tìm tất cả các mảnh ghép cấu thành từ vựng và ghi lại đáp án có tọa độ của các mảnh ghép đúng. Người có độ chính xác cao hơn sẽ thắng. Nếu độ chính xác như nhau thì ai dùng ít thời gian hơn sẽ chiến thắng | Katie thắng 4-2                                 |
| 10       | Lưu Kiện      | James Paterson  | Sách Đạn Bộ Đội      | 100 ngòi nổ được đánh số thứ tự tương ứng với 100 khoang chứa lựu đạn được đánh số thứ tự với vị trí đặt ngẫu nhiên. Hai vị tuyển thủ nghe kỹ thông tin tương ứng do trợ lý khoa học đọc lần lượt là tiếng Anh trước, tiếng Trung Quốc sau. Sau khi nghe xong, giám khảo quốc tế chọn ra 5 lựu đạn mang số hiệu. Cả hai dựa vào số hiệu phải nhanh chóng phá vỡ ngòi nổ. Khi phá bom sai sót sẽ phải chấm dứt thi đấu và thua cuộc. Người có độ chính xác cao hơn sẽ thắng. Nếu độ chính xác như nhau thì ai dùng ít thời gian hơn sẽ chiến thắng | Lưu Kiện thắng 5-2                              |
| 11       | Lý Lộ         | Ben Pridmore    | Tối Cường Khoái Đệ   | 100 kiện hàng dán 100 phiếu chuyển phát, trên mỗi phiếu chuyển phát có in 12 con số mã vạch, 11 số điện thoại và tên của người nhận hàng. Hai vị tuyển thủ trong thời gian giới hạn là 2 giờ phải ghi nhớ tất cả thông tin. Khách mời tùy chọn 1 kiện hàng, hai vị tuyển thủ quan sát mã vạch trên phiếu chuyển phát. Sau đó bấm số điện thoại gọi cho người nhận. Người gọi đúng sẽ giành chiến thắng | Ben đáp đúng                                    |

Người chiến thắng cuối cùng:  Vương quốc Anh chiến thắng với tỷ số 3-1

### Tập 12
Phát sóng: 27/03/2015. 
| Trận đấu | Trung Quốc | Hoa Kỳ                     | Thử thách                   | Mô tả | Diễn biến và kết quả                 |
| -------- | ---------- | -------------------------- | --------------------------- | --- | ------------------------------------ |
| 12       | Lý Uy      | Johnny Briones             | Ngưu Tử Hẫn Mang            | Hai tuyển thủ có 2 ngày để quan sát 1900 con bò sữa tại trang trại. Đến ngày thi đấu, vòng 1 hai tuyển thủ đồng thời quan sát tính giờ 3 bò sữa do giám khảo quốc tế chọn viết ra mã số tương ứng, đúng một con được 1 điểm. Vòng thi thứ 2, khách mời tùy ý chọn từ 100 con bò. Hai tuyển thủ căn cứ mã số tìm ra 6 mảnh ghép tương ứng với bò sữa đó trên bức tường mảnh ghép và viết ra tọa độ, đúng 1 mảnh ghép được 1 điểm. Kết thúc 2 vòng thi, ai điểm cao hơn sẽ chiến thắng. Nếu điểm như nhau thì ai dùng ít thời gian hơn sẽ chiến thắng | Lý Uy thắng 3-2                      |
| 13       | Lý Kì      | Juan Ruiz                  | Thập Diện Mai Phục          | 16 cột trụ chứa 16 nguồn âm thanh xếp thành hình tròn. Khách mời tùy ý lựa chọn 4 cột trụ và xê dịch ra ngoài 50 cm. Tuyển thủ hai nước dùng thanh âm định vị (Lý Kì) và hồi âm định vị (Juan Ruiz) để xác định vị trí cột bị di chuyển. Mỗi người được phát 4 viên đạn, trong thời gian quy định, bắn vào cột bị di chuyển. Trúng 1 cột được 1 điểm, ai cao điểm hơn sẽ thắng. Nếu điểm tương đồng, giám khảo quốc tế sẽ quyết định thắng bại | Juan thắng 2-1                       |
| 14       | Lưu Kiện   | Nelson Dellis (Đội trưởng) | Phong Sào Ám Chiến (2 điểm) | Hai tuyển thủ trong thời gian giới hạn 3 phút quan sát lộ tuyến ngắn nhất thoát khỏi mê cung. Tung đồng xu quyết định thứ tự của mỗi người, sau đó từ cửa chỉ định vào mê cung tìm ra những lệnh bài được giấu trong những lối đi gây nhiễu và thoát khỏi mê cung tại cửa chỉ định trong thời gian 20 phút. Ai tìm được nhiều lệnh bài hơn sẽ chiến thắng. Nếu lệnh bài như nhau thì ai dùng ít thời gian hơn để thoát khỏi mê cung sẽ chiến thắng. Sau 20 phút mà vẫn còn trong mê cung sẽ bị xử thua                                              | Lưu Kiện có 22 thẻ, Nelson có 15 thẻ |

Người chiến thắng cuối cùng:  Trung Quốc chiến thắng với tỷ số 5-1

## Giám khảo
Giám khảo khoa học là Ngụy Khôn Lâm - PGS của khoa Tâm lý học tại Đại học Bắc Kinh, Tiến sĩ Điều khiển Động học tại Đại học Pennsylvania
Giám khảo khách mời:
- Đào Tinh Doanh
- Mạnh Phi
- và các giám khảo:

| Tập               | Tên giám khảo         |
| ----------------- | --------------------- |
| 1, 6              | Cao Hiểu Tùng         |
| 3                 | Đồng Đại Vi           |
| 4                 | Ninh Tịnh, Lý Vĩnh Ba |
| 5, 7, 8, 9, 10,13 | Lý Vĩnh Ba            |
| 12                | Huỳnh Lỗi             |

Giám khảo quốc tế:
- Robert Desimone  - có giải thưởng của Viện Hàn lâm Khoa học Quốc gia và là người chiến thắng Golden Brain Award, Giáo sư Khoa Trí tuệ và Nhận thức của Viện Công nghệ Massachusetts
- Dagmar Sternad - Tiến sĩ tâm lý thực nghiệm Đại học Connecticut, giáo sư sinh học và vật lý tại Đại học Northeastern, Giáo sư thỉnh giảng tại Viện công Nghệ Massachusetts.
- Jonathan Flint - Giáo sư khoa học thần kinh Đại học Oxford. Thành viên tổ chức Sinh học phân tử châu Âu, chủ nhân Huy chương của Hội di truyền học Anh quốc (2014)

## Khách mời danh tiếng
| Tập    | Tên            |
| ------ | -------------- |
| 1      | Phạm Băng Băng |
| 2      | Thư Kỳ         |
| 3      | Châu Kiệt Luân |
| 5      | Đồng Lệ Á      |
| 7      | Từ Tĩnh Lôi    |
| 9      | Lý Tiểu Lộ     |
| 11     | Lang Lãng      |
| 12, 13 | Thư Kỳ         |

## Sự việc xoay quanh mùa 2
Trong tập 11, khi đối mặt với những người chơi Nhật Bản, thí sinh Vương Dục Hoành sau khi kết thúc phần thi Mê trận cánh quạt đã trả lời khi nói về độ khó của thử thách này:
| “ | 300 quạt giấy vẫn còn ít, 300.000 quạt giấy tôi vẫn tìm ra được điểm khác biệt | ” |

Con số 300.000 gây tranh cãi trên mạng xã hội, bởi vì đó là số nạn nhân trong vụ Thảm sát Nam Kinh và chương trình đã được quay tại Nam Kinh.